# Xian de Qingcheng
Pour les articles homonymes, voir Qingcheng.
Le xian de Qingcheng (庆城县 ; pinyin : Qìngchéng Xiàn) est un district administratif de la province du Gansu en Chine. Il est placé sous la juridiction de la ville-préfecture de Qingyang.